# Museu de história natural

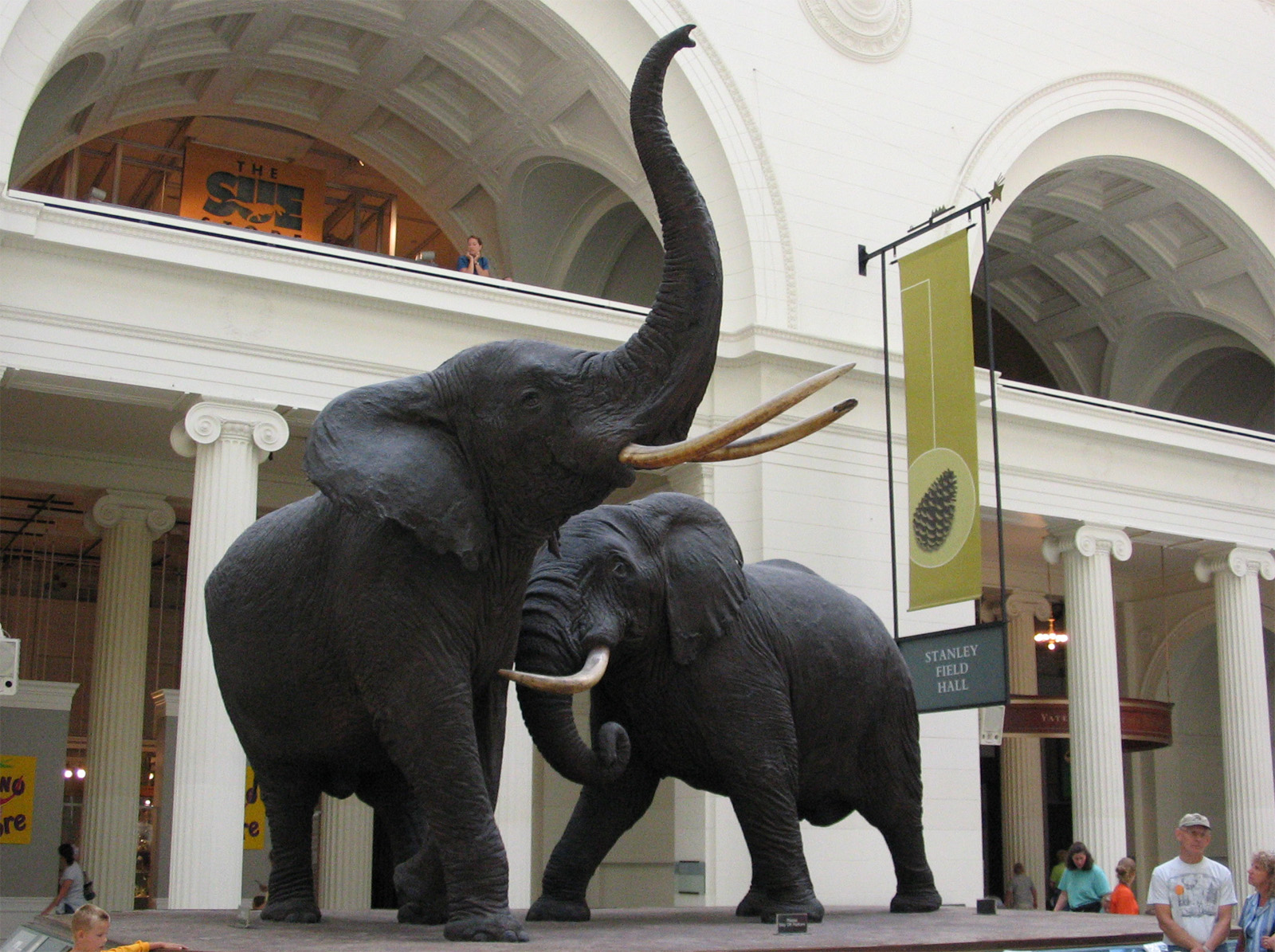

Um Museu de história natural que busca preservar exemplares e material relacionado às ciências naturais.